# Avalon High
Avalon High é um livro escrito por Meg Cabot. O livro alcançou a terceira posição no ranking do New York Times de livros infantis mais vendidos em Janeiro de 2006.

## Sinopse
Avalon High é uma típica escola americana normal, frequentada pelos mesmos tipos de sempre: Lance, o esportista; Jennifer, a animadora de torcida; e Will, o presidente da turma e jogador. Mas nem tudo em Avalon High é normal, nem mesmo Ellie. Depois de um esbarrão no parque, os destinos de Ellie e Will parecem estar irremediavelmente entrelaçados. Ela começa a notar uma série de estranhas coincidências entre o seu cotidiano e a lenda do rei Arthur.Mas qual seria seu verdadeiro papel nessa história? E, pior, o que ela pode fazer para impedir que uma profecia milenar se cumpra mais uma vez?

## Filme
Avalon High, filme original da Disney Channel, protagonizado por Britt Robertson (Life Unexpected) e Gregg Sulkin (Os Feiticeiros de Waverly Place e Quando Toca o Sino, do Disney Channel Reino Unido) estreou a 12 de Novembro de 2010, nos Estados Unidos.